# Barbara Nowak (samorządowiec)
Barbara Nowak (ur. 28 czerwca 1953 w Poznaniu) – polska samorządowiec, w latach 2002–2018 burmistrz Połczyna-Zdroju.

## Życiorys
Jest absolwentką Politechniki Poznańskiej. Mieszka w Połczynie-Zdroju.
W okresie od 8 lipca 1983 do 26 maja 1986 pełniła obowiązki zastępcy naczelnika Połczyna-Zdroju, następnie od 1 sierpnia 1996 do 17 listopada 2002 – pełniła funkcję zastępcy burmistrza Połczyna-Zdroju. 10 listopada 2002 r. została wybrana w wyborach samorządowych na burmistrza gminy Połczyn-Zdrój. Stanowisko objęła po złożeniu ślubowania na sesji Rady Miejskiej w Połczynie-Zdroju 18 listopada 2002 roku.
W wyborach samorządowych, które odbyły się dnia 12 listopada 2006 r., uzyskała 62,19% głosów, wygrywając je w I turze głosowania.
Ponownie wygrała wybory w 2014 roku. Funkcję tę pełniła do 22 listopada 2018 roku.